# Margalida Beneta Mas i Pujol
Margalida Beneta Mas i Pujol, de nom religiós Anna -o Aina- Maria del Santíssim Sagrament (Valldemossa, 5 de gener de 1649 - Palma, 20 de febrer de 1700), fou una religiosa, lul·lista, mística i escriptora mallorquina.

## Biografia
Margalida Beneta Mas Pujol nasqué a La Torre (Valldemossa, Mallorca) el 5 de gener del 1649. Filla de Gregori Mas i Margalida Pujol, pertanyent a una família de propietaris rurals, la petita Margalida Beneta es crià amb els seus avis paterns els quals la instruïren en la devoció cristiana.
Ja des de ben petita freqüentava l'ermita del beat Ramon i la dels anacoretes de la Trinitat, els quals la iniciaren en l'espiritualitat i el saber de Ramon Llull.
Es té constància que als 18 anys els seus pares intentaren casar-la. Margalida s'hi negà i tornà a demanar, encara sense èxit, el seu ingrés al convent de Santa Caterina de Sena de Palma. La seva petició d'ingressar com a novícia en aquest convent ja havia estat rebutjada en diverses ocasions. Durant 14 anys les monges dominiques negaren l'accés al convent a Margalida Mas a causa d'una suposada malaltia infecciosa que sofria la noia (anomenada “golls” o “porcellana”). Alguns autors adjudiquen aquests rumors a les disputes polítiques del moment de les quals Margalida Mas i la seva família foren víctimes.
Margalida Beneta morí al convent de Santa Caterina de Sena el 20 de febrer de 1700.

## Vida conventual
Finalment Margalida Mas va professar el 1678 amb el nom religiós d'Anna Maria del Santíssim Sagrament. La seva vida al convent no fou fàcil: només ingressar hagué de fer front a una greu malaltia que li atacà les cames. Poc després sor Anna Maria contragué una infecció a la pell que les monges reconegueren com a lepra. Anna Maria visqué reclosa durant 7 anys a causa d'aquesta malaltia, apartada de la comunitat. Durant aquests anys el seu confessor Gabriel Mesquida serà pràcticament el seu únic suport. Enfront aquesta situació, les seves germanes arribaren a demanar al bisbe la seva exclaustració i, per tant, l'expulsió del convent de Sor Anna Maria. Tanmateix, la Priora li donà suport.
L'any 1685 Sor Anna Maria del Santíssim Sagrament supera la malaltia i reprèn la vida en comunitat. Tot i les dificultats, va arribar a ser mestra de novícies (1687), sagristana (1691) i procuradora de la comunitat (1691-1692).

## Profecies i miracles
Durant aquest segon període de la seva vida conventual, es feren famoses les capacitats profètiques i taumatúrgiques de Sor Anna Maria. Curà a moltes monges de mals rars i visionà la mort d'algunes germanes. Les seves profecies també preveieren atacs bèl·lics: Sor Anna Maria explicà que tingué una visió en la qual una armada estrangera rodejava la costa de Palma. Aquesta armada però, no arribaria mai a atacar la ciutat, gràcies a la Verge Maria.
L'1 d'agost de 1691 les naus franceses amenaçaren Palma i “salieron de la Ciudad las mujeres, niños y gente útil y, con permiso del Obispo, las religiosas de todos lo conventos, menos las de Santa Catalina de Sena que no quisieron hacerlo”.
Tal com havia previst Sor Anna Maria, els francesos no arribaren a atacar l'illa i les seves monges restaren al convent.
Sor Anna Maria pronosticà la seva pròpia mort i identificà la seva darrera malaltia.

## Mística i escriptura
Anna Maria del Santíssim Sagrament fou mística i la lectura de Blanquerna, de Ramon Llull, li va marcar la vida. Per Sor Anna Maria la seva unió amb Déu li aportà el coneixement d'una “ciència molt alta i secreta, que solament és entre Déu i l'ànima”.
Anna Maria començà a escriure a partir de la lectura del Llibre d'Amic e Amat de Ramon Llull, del qual feu un comentari místic. A partir d'aleshores conta com experimentà una sèrie de visions en les quals Jesucrist li ordenà que escrigués, tal com succeïx amb la majoria de místiques que la precedeixen. La mística d'Anna Maria està vinculada al lul·lisme i també a la Mística de l'Amor o Minnemystic, seguint els preceptes de la imitatio christi. El mateix Ramon Llull apareix en les seves visions, obrint-li les portes de la contemplació divina.

## Obres
Existeix una biografia de Sor Anna Maria d'autoria anònima, la qual, segons Joaquin Maria Bover, és obra de Llorenç Vallespir: 
- Vida de la Venerable m. Sor Anna Maria Sacramento, religiosa del convento de Santa Cathalina de Sena de esa capital de Palma del reyno de Mallorca, Palma, Pere Antoni Capó, 1741.

La Causa Pia Lul·liana publicà l'any 1760 una altra biografia de la religiosa i forma part de l'edició castellana de l'Exposició dels Càntics de Ramon Llull.
Totes dues biografies s'inspiren en els quaderns del confessor de Sor Anna Maria:
- Vida de Sor Anna Maria del SS escrita per Gabriel Mesquida de l'any 1690 al 92, publicada per Jaume Garau al Butlletí de la Societat Arqueològica Lul·liana, 1901-1902

- Annotacions. Memòria d'algunes coses particulars de la vida de Sor Anna Maria del SS. Aquest quadern s'ha perdut.

Gabriel Mesquida fou el seu confessor i l'encarregat de recollir els textos i les paraules de Sor Anna Maria. Deixà la seva obra inacabada en morir l'1 de novembre de 1693. El Doctor Nicolau Mayol i Cardell fou l'encarregat de recollir tot el material de Mesquida i posà títol als quaderns: Original de les anotacions que deixà apuntades el Dr. Gabriel Mesquida, de mà pròpia, per comprendre la vida de la venerable Mare Sor Anna Maria del SS.
La seva obra més important fou el Llibre de càntics expositats del beat Ramon Llull, on recull comentaris místics sobre els primers noranta-quatre versets del Llibre d'Amic e Amat. El llibre va ser publicat seixanta anys després de la seva mort, en llengua castellana. Va rebre fortes crítiques dels jesuïtes que eren contraris a la contemplació, al lul·lisme i a que les dones escrivissin. En català, l'editorial Moll, va publicar l'antologia Càntics i cobles, l'any 1988.